# Ellen Osiier
Ellen Ottilie Osiier, født Thomsen (født 13. august 1890 i Hjørring, død 6. september 1962 i København) var en dansk fægter.
Hun var elev af den franske fægtemester Leonce Mahaut og medlem af Damernes Fægteklub af 1917 i København.  
Hun blev den 2. maj 1919 gift med lægen og fægteren Ivan Osiier, som vandt sølv ved OL 1912 i Stockholm på kårde.
Hun vandt guld i fleuretfægtning ved OL 1924 i Paris ved at vinde alle sine 16 kampe. Det var den første danske OL-guldmedalje for kvinder og den hidtil eneste danske OL-guldmedalje i fægtning. Grete Heckscher vandt bronzemedalje ved samme OL.
Ellen Osiier var tilmeldt som fægtedommer ved sommer-OL 1932 i Los Angeles, hvor der var 7 fægtere - 3 damer og 4 herrer - blandt de i alt 29 deltagende danske idrætsudøvere og ledere, men hun blev inden konkurrencernes start udelukket på initiativ af én af de kvindelige danske fægtere, der mente, at Osiier ville favorisere en anden af de kvindelige danske fægtere, hvilket efterfølgende førte til en injuriesag ved Københavns Byret.  
Hun vandt aldrig noget VM, EM eller DM.
Et spektakulært arrangement blev afholdt på dansk jord den 9. august 1931: Ballonjagt! Konkurrencen blev afviklet at Kongelig Dansk Automobil Klub og Politiken som et automobilvæddeløb, hvor deltagerne i deres biler skulle følge en luftballon og komme først frem til det sted, hvor den landede. Ellen Osiier vandt i dameklassen.
Hun og ægtefællen Ivan Osiier er begravet i en askefællesgrav på Bispebjerg Kirkegård.